# 朱敏熙
朱敏熙（韓語：주민희；1993年1月3日－），藝名敏熙（韓語：민희），韓國女歌手，已解散女子組合Stellar成員，擔任主領舞、領唱及門面。2016年被TC Candler評選為「100位世界最美臉孔」第76位。

## 经历

### 2012年：加入Stellar，随之发布新专辑
2012年Stellar的利瑟和趙雅宣布退團，並由敏熙和孝恩取代兩人的位置。3月1日，Stellar 發行回歸單曲《UFO》，敏希正式出道。同年4月9日，敏希和Stellar的其他成員被國防宣傳院委任為慰問列車的宣傳大使。

### 2013年：《Study》发布
2013年7月11日，隨Stellar發佈第三張數碼單曲《Study》，和《UFO》一樣以清純活潑的形象示人。

### 2014年：获奖、2次回归
2014年2月12日，Stellar推出第一張迷你專輯《Marionette》，同名主打曲的MV中火辣的舞步引起了不少關注，並獲得中國音悦Tai周榜冠軍，而敏希也在MV中大展她性感的一面。同年8月21日，以新歌《Mask》回歸歌壇。

### 2015年：发布专辑，第一次参加真人秀
2015年3月11日，公開《Fool》的MV，以此表達了她們對負評的感受，敏熙在MV中表現較為搶眼，娃娃般的大眼睛引起了關注。7月19日，公開《Vibrato》MV，是Stellar出道以來第二首引起關注和爭議的性感主打曲。同時，敏熙獲得機會去參加真人秀節目《秘密武器 她》，展現自己的才華和獨特的一面，並在節目中認識了FIESTAR的隊長 Jei，成為好友。

### 2016年：意外、两次专辑回归与获“世界最美脸孔”
1月18日，隨Stellar發行第二張迷你專輯《Sting》。7月8日， 敏熙於拍攝新曲 MV 過程中發生交通事故，幸治療後並無大礙。同年7月18日公開了《Cry》MV。被TC Candler評選為「100位世界最美臉孔」第76位。

### 2017年：新专辑回归
2017年6月27日，公開《Stellar into the world》主打曲 《Archangels of the Sephiroth 》的MV，此曲帶有濃厚的宗教神秘色彩，是一首以猶太教的神秘符號生命之樹為發想創作的歌曲，MV中敏熙代表大地。

### 2018年：Stellar解散
2月25日，在举办的粉丝见面会上宣布Stellar正式解散。

### 個人活動
敏熙現為時裝設計師，為自家品牌A,Some Mini 擔任模特兒。

## 影视作品

### 固定綜藝節目
| 日期                 | 電視台 | 節目名稱        | 集數 |
| 2015年6月19日-9月4日 | MBC    | 《秘密武器 她》 | 12   |

### 音樂錄影帶(MV)
| 發行年份 | 發行日期 | 歌名                                               |
| 2012年   | 3月1日   | UFO(유에프오) （页面存档备份，存于）               |
| 2013年   | 7月10日  | Study(공부하세요) （页面存档备份，存于）           |
| 2014年   | 2月11日  | Marionette(마리오네트) （页面存档备份，存于）      |
| 2014年   | 8月20日  | Mask(마스크) （页面存档备份，存于）                |
| 2015年   | 3月10日  | Fool(멍청이) （页面存档备份，存于）                |
| 2015年   | 7月19日  | Vibrato(떨려요) （页面存档备份，存于）             |
| 2016年   | 1月17日  | Sting(찔려) （页面存档备份，存于）                 |
| 2016年   | 7月18日  | Crying(펑펑울었어) （页面存档备份，存于）          |
| 2016年   | 8月4日   | Love spell(러브스펠) （页面存档备份，存于）        |
| 2017年   | 6月27日  | Archangels of the Sephiroth （页面存档备份，存于） |